# ГЕС-ГАЕС Маунт-Елберт
ГЕС-ГАЕС Маунт-Елберт – гідроелектростанція у штаті Колорадо (Сполучені Штати Америки). Є складовою великого гідротехнічного проекту, котрий передбачає перекидання ресурсу між басейнами Тихого та Атлантичного океану.
В основу проекту поклали задум подачі 85 млн м3 води на рік із західного схилу Скелястих гір (сточище річки Колорадо, яка на території Мексики впадає до північної частини Каліфорнійської затоки Тихого океану) на їх східну сторону у верхів’я річки Арканзас (права притока Міссісіпі, котра відноситься до басейну Мексиканської затоки Атлантичного океану). Гідротехнічна схема включає споруджені на західному схилі Південну та Північну водозбірні системи, які складаються з цілого ряду тунелів та водоводів, що з’єднують 16 водозаборів (останні зокрема споруджені на річках Fryingpan та Хантер-Крік – лівих притоках Roaring Fork, котра в свою чергу є лівою притокою Колорадо). Захоплений зазначеними системами ресурс подається на вхідну точку тунелю  Charles H. Boustead, прокладеного під  вододільним хребтом Скелястих гір. Цей розрахований на транспортування до 27 м3/сек об’єкт має діаметр 3,2 метра та довжину 8,7 км, тоді як загальна довжина тунелів проекту становить 43 км.
Протранспортована по Charles H. Boustead вода надходить у водосховище Turquoise Lake, створене за допомогою греблі Sugar Loaf на Лейк-Форк, правій притоці Арканзасу. Ця земляна споруда висотою 41 метр та довжиною 616 метрів потребувала 1,4 млн м3 матеріалу та разом з допоміжною дамбою висотою 3 метра та довжиною 145 метрів утримує водосховище з об’ємом 160 млн м3.
Із Turquoise Lake ресурс транспортується прокладеним по висотах правобережжя Арканзасу водоводом довжиною 17 км з діаметром 2,25 метра до штучної водойми Mt. Elbert Forebay. Останню створили за допомогою двох земляних дамб – основної 28 метрів та довжиною 792 метри і допоміжної довжиною 40 метрів. Дно водойми для забезпечення герметичності вистелили 1,5-метровим шаром глини.  
Від Mt. Elbert Forebay через водоводи довжиною по 0,9 км ресурс подається до машинного залу, розташованого на березі водосховища Твін-Лейк, яке створили на ще одній правій притоці Арканзасу Лейк-Крік. Для цього звели земляну греблю висотою 16 метрів, довжиною 960 метрів та товщиною по гребеню 9 метрів, котра утримує водойму з об’ємом 174 млн м3 та припустимим коливанням рівня поверхні у операційному режимі між позначками 2795 та 2804 метри НРМ.
Основне обладнання станції становлять дві оборотні турбіни типу Френсіс потужністю по 100 МВт у генераторному та 127 МВт у насосному режимах, які використовують напір у 137 метрів. При роботі в режимі гідроакумуляції Mt. Elbert Forebay та Твін-Лейк використовуються як верхній та нижній резервуари відповідно.